# Lauriston Castle (Edinburgh)

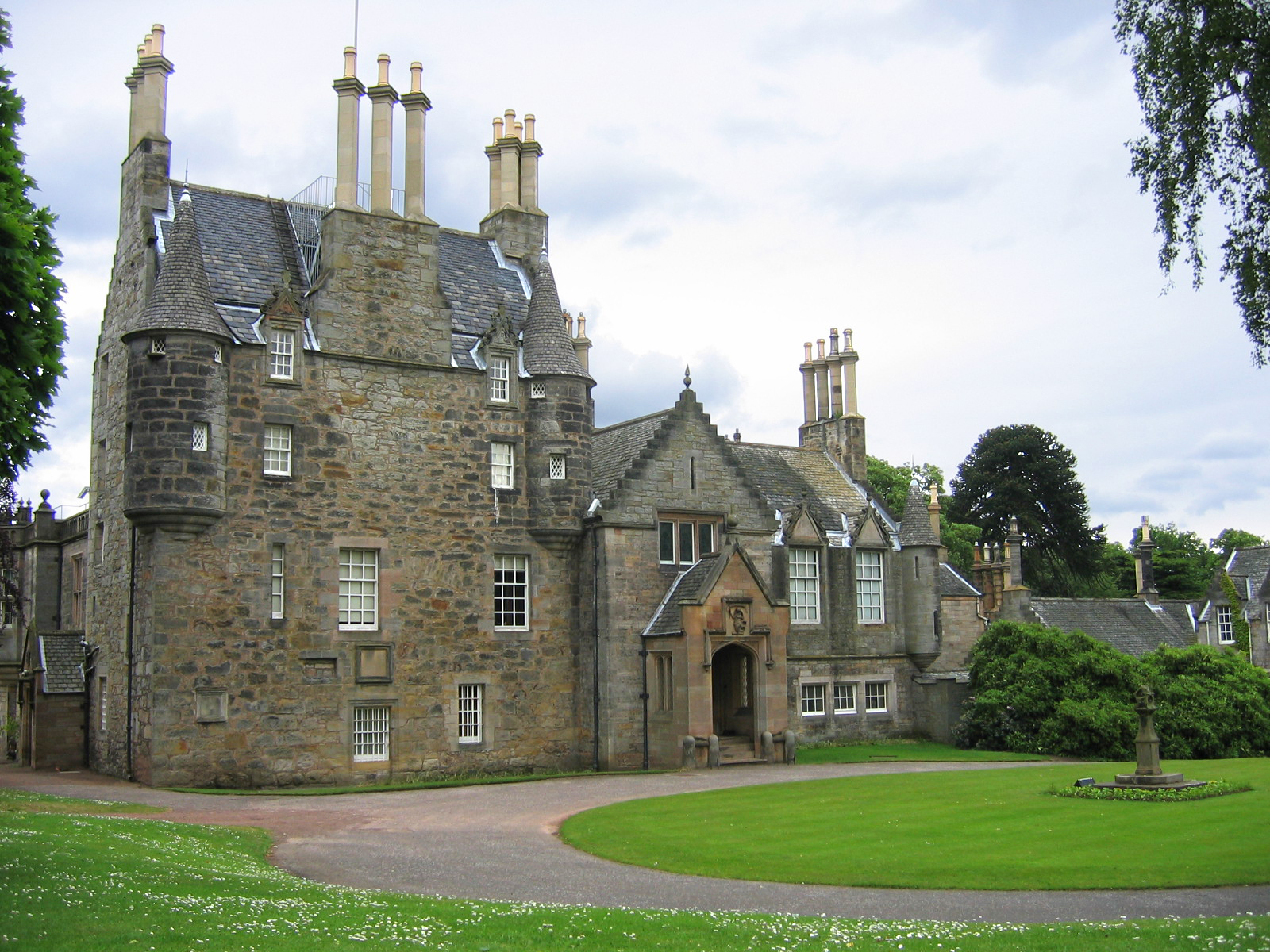
Lauriston Castle von Süden

Lauriston Castle ist ein Landhaus in Edinburgh in Schottland. Das Gebäude aus dem 16. Jahrhundert mit Anbauten aus dem 19. Jahrhundert liegt an der Cramond Road South zwischen Cramond, Davidson’s Mains und Silverknowes über dem Firth of Forth. Historic Scotland hat Lauriston Castle als historisches Bauwerk der Kategorie A gelistet.
Die umfangreichen Gärten, die Lauriston Castle Gardens, werden als öffentlicher Park betrieben und wurden in das Inventory of Gardens and Designed Landscape aufgenommen. Das Haus wurde der Edinburgh Corporation (ab 1973 Edinburgh City Council = Stadtverwaltung Edinburgh) vermacht. Dort findet jedes Jahr die Gartenparty des Lord Provost of Edinburgh statt.

## Geschichte
Bereits im Mittelalter stand an dieser Stelle ein Lauriston Castle, aber dieses wurde bei der Brandschatzung von Edinburgh 1544 durch den Earl of Hertford fast vollständig zerstört.
Sir Archibald Napier aus Merchiston, Vater von John Napier, ließ 1590 ein Tower House für seinen jüngeren Sohn, ebenfalls Archibald, bauen. 1683 kaufte der Goldschmied und Finanzier William Law aus Edinburgh, Vater des berüchtigten Wirtschaftswissenschaftlers John Law, das Anwesen kurz vor seinem Tod. John Law erbte das Anwesen und es blieb bis zum Verkauf an den Banker und Mineralogen Thomas Allan 1823 in der Familie Law. Es gibt keinen Nachweis dafür, dass die Familie Law in den 140 Jahren, in denen ihnen Lauriston Castle gehörte, jemals dort residierte. 1827 beauftragte Allan den Architekten William Burn (1789–1870), das Tower House im jakobinischen Stil zu erweitern. Spätere Besitzer von Lauriston Castle waren der Right Hon. Andrew Lord Rutherford (1791–1854) und Thomas Macknight Crawfurd of Cartsburn and Lauriston Castle, 8. Baron of Cartsburn von 1871 bis 1902.
Für den 3. Dezember 1827 schrieb Walter Scott in sein Tagebuch: „Ging mit Tom Allan, um sein Gebäude in Lauriston anzusehen, wo er guten Geschmack an den Tag legte; er unterstützte das alte Chateau, das einst den bekannten Mississippi-Laws gehört hatte, anstatt es abzureißen oder zu zerstören. Die Anbauten zeugen von gutem Geschmack und werden das Gebäude zu einem sehr komfortablen Haus machen.“

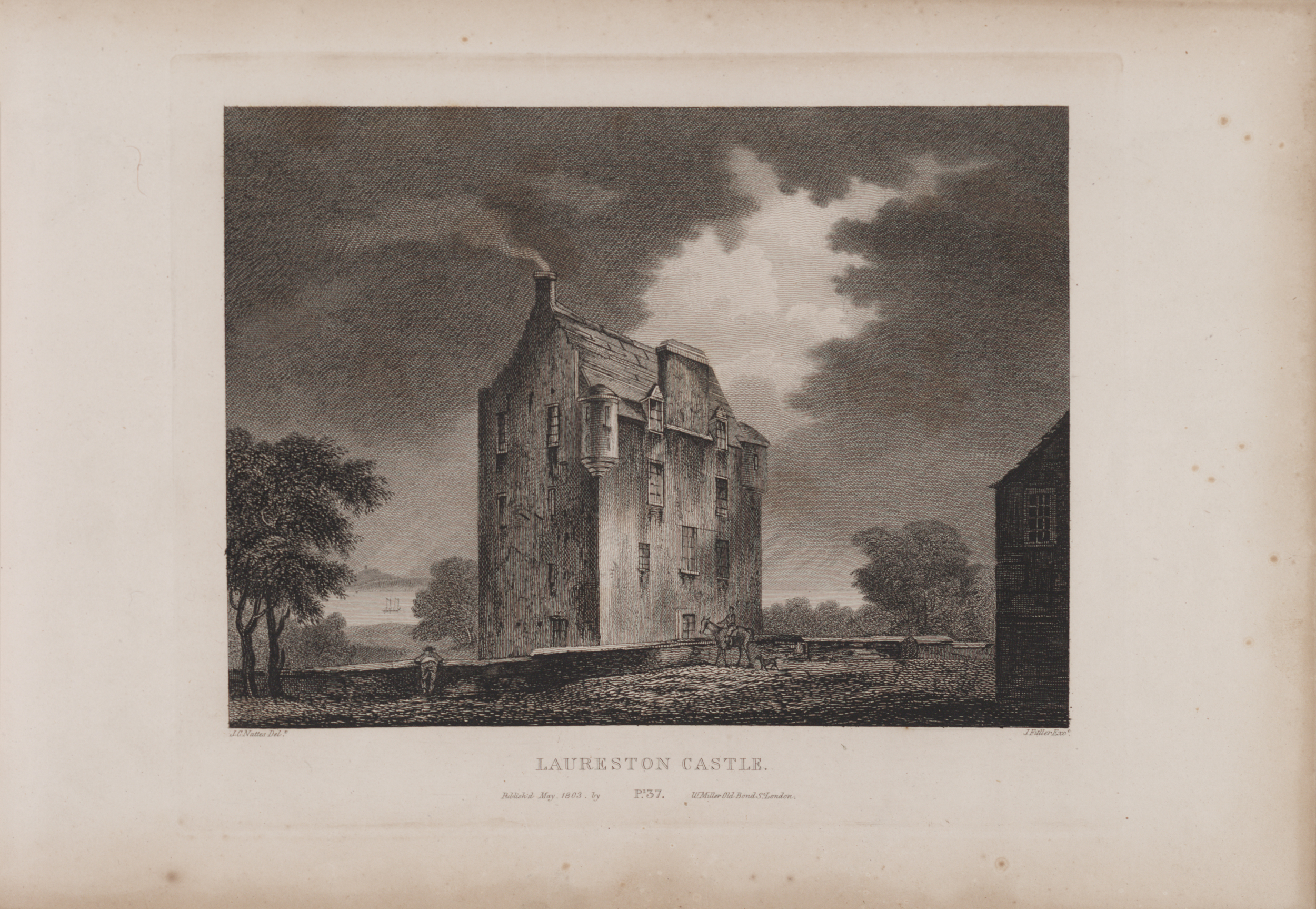
Gravierung der Burg von James Fittler in Scotia Depicta, veröffentlicht 1804

William Robert Reid, Eigentümer von Morison & Co., einer Möbelschreinerei aus Edinburgh, erwarb Lauriston Castle 1902, ließ es mit modernen Elektrizitäts- und Sanitäreinrichtungen ausstatten und füllte das Haus zusammen mit seiner Gattin mit einer Sammlung schöner Möbel und Kunstgegenständen. Die Reids, die kinderlos blieben, hinterließen ihr Heim dem schottischen Staat unter der Bedingung, dass es unverändert erhalten werde. Die Stadt Edinburgh hat die Burg seit dem Tod von Mrs Reid im Jahre 1926 verwaltet, was heute einen Blick auf das Leben in eduardischer Zeit in einem schottischen Landhaus ermöglicht.
1905 wurde im Zuge einer der vielen Renovierungen ein in Stein gehauenes astorlogisches Horoskop in die Außenwand an der Südwestecke eingebaut. Das Horoskop wurde angeblich von John Napier für seinen Bruder erstellt. In einigen Bildern sieht man es an der Frontfassade unterhalb des äußersten, linken Treppenturms knapp über dem Erdboden.
2013 wurde die Renovierung der Burg und ihre Nutzung als offizielle Residenz des Lord Provost of Edinburgh vorgeschlagen, aber die Kosten hierfür wurde als zu hoch eingeschätzt.

## Beschreibung

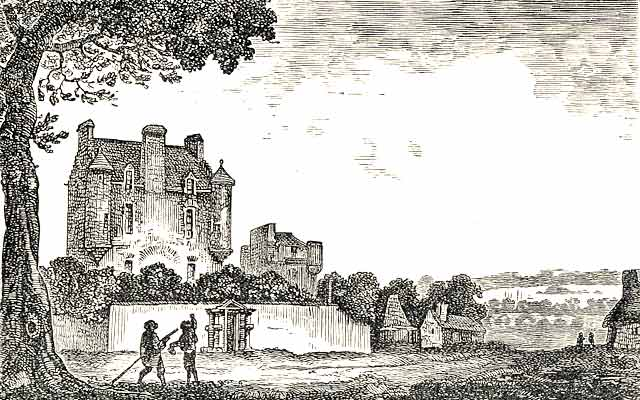
Lauriston Castle 1775, vor dem 1827 durchgeführten Anbau von William Burn

Lauriston Castle war ursprünglich ein vierstöckiges Tower House aus Stein mit L-förmigem Grundriss, einem runden Treppenturm und zweistöckigen Ecktürmchen mit Schießscharten. Die jakobinische Gebäudeflucht wurde 1827 angebaut, sodass die Burg zu einem Landhaus wurde. Sie wurde vom Architekten William Burn entworfen.
Der größte Teil der Inneneinrichtung stammt aus der Zeit Eduards VII.
Am 14. Juli 1966 wurde Lauriston Castle als historisches Bauwerk der Kategorie A gelistet.

## Gärten

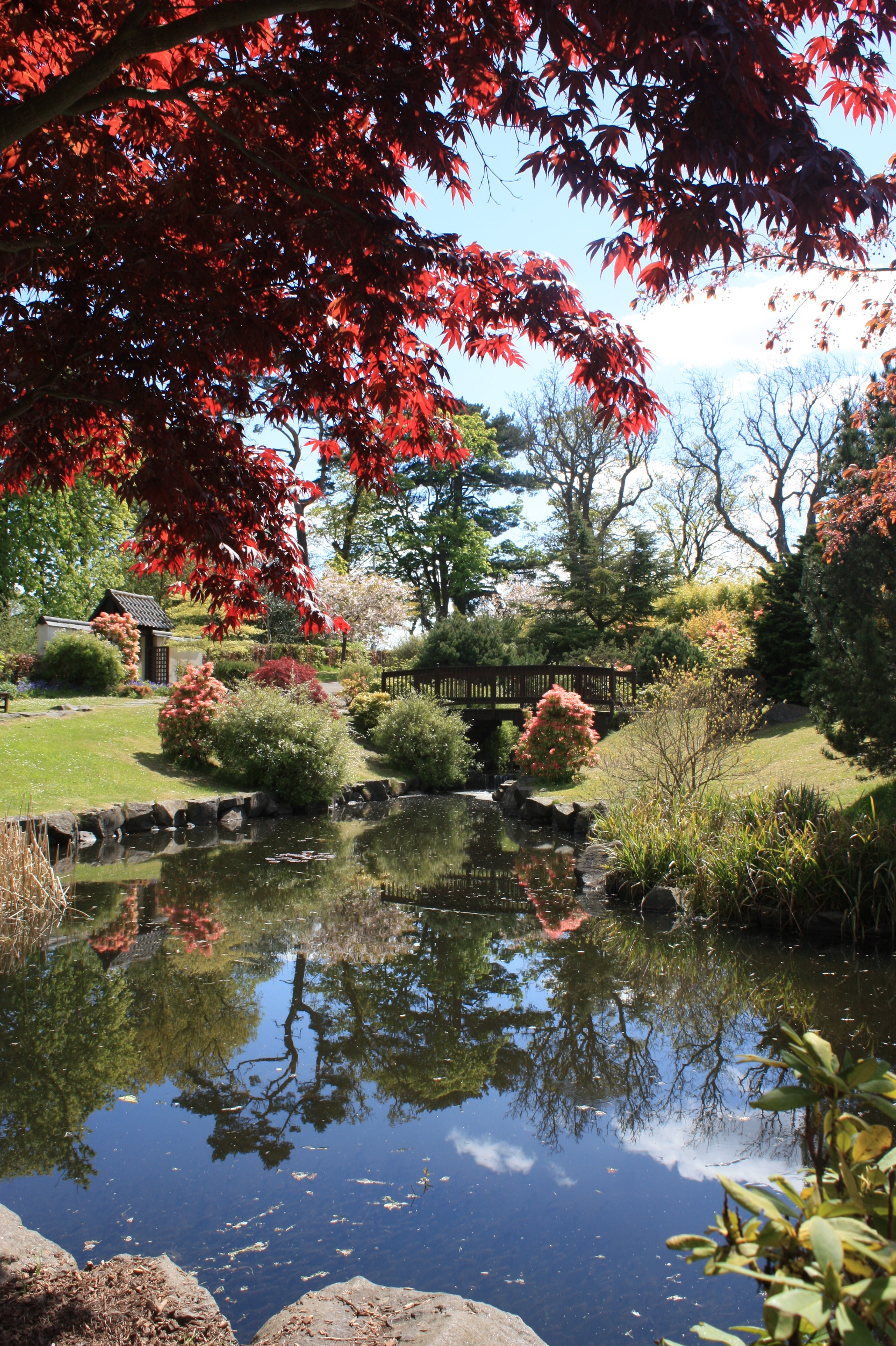
Japanischer Garten von Lauriston Castle, Edinburgh

Die ausgedehnten Gärten von Lauriston Castle sind kostenlos öffentlich zugänglich und zeigen eine Reihe verschiedener Gartenbaustile und -formen. Die jüngste Anlage ist ein bemerkenswerter Japanischer Garten von einem Hektar Größe. Dieser Garten, der von Takashi Sawano entworfen wurde, wurde der Städtefreundschaft zwischen Edinburgh und Kyoto gewidmet und im August 2002 eröffnet.
Von der Rückseite der Burg hat man einen schönen Blick auf den Firth of Forth und weiter in die Grafschaft Fife, den die Mitglieder des Edinburgh Croquet Clubs von den drei Croquetfeldern aus genießen können, die auf dem Anwesen zwischen 1950 und 1955 angelegt wurden.
Im Nordosten findet man in den Gärten einige schön ausgewachsene Exemplare von chilenische Araukarien (Araucaria araucana).
Das Anwesen ist auch für seinen „Hasenglöckchenwald“ bekannt, aber dessen Größe wurde durch die Anlage des japanischen Gartens deutlich reduziert.